# کودر (دهانه)
کودر یک دهانه برخوردی در ماه‌ است.